# Alejandro Colantonio
Alejandro Colantonio es un baterista argentino de heavy metal y hard rock conocido por haber pertenecido a una de las primeras formaciones de V8 y por haber tocado para la banda española Ñu.

## Carrera
Ingresó al grupo V8 en octubre de 1981 en reemplazo del baterista original de la banda, Gerardo Osemberg. Su debut se produjo el 6 de marzo de 1982, en un recital que se llevó a cabo en Chacarita Juniors. Su aporte más sobresaliente fue haber llevado al grupo toda la potencia en algo novedoso para la época, el doble bombo. Su segundo y último recital fue en abril del mismo año, en el Auditorio Buenos Aires, ambas presentaciones fueron junto a WC (que contaba con Alberto Zamarbide y Gustavo Rowek). Se alejó de la banda luego de una discusión que mantuvo con Ricardo Iorio (bajista de V8), la cual culminó cuando destruyó la batería (propiedad de Rowek, quien luego de que "Pesadilla" se alejara se probó e ingresó a la banda, quedando en la memoria como uno de los más representativos de los V8).

V8 banda con la cual diera varias presentaciones.

Luego de haberse alejado de la banda se radicó en España. Allí, en 1983, ingresó a Ñu, una de las bandas más populares del rock de ese país. En esta legendaria banda llegó a grabar apenas un solo disco: Acorralado por ti (1984). Se alejó en 1985, dejándole su puesto a Bernardo Ballester. Posteriormente toca con Moris, y luego hace lo mismo con Andrea Prodán.

## Vida personal
En 2002 se encontraba dando clases de batería en el barrio de Parque Patricios, Ciudad de Buenos Aires, Argentina.

## Discografía

### Con Ñu
- Acorralado por ti  (1984)